# Agustí Bonal i Vizcaya

### Biografia
Agustí Bonal i Vizcaya va néixer a Figueres, fill de Francesc Bonal Montanya, nascut a Llers, i Anna Vizcaya i Ferran, nascuda a La Roca d’Albera. Va emigrar a Buenos Aires, on va realitzar els seus estudis musicals i va exercir com a professor de violí i director d’orquestra. Va ser director de l’escola de música.

### Formació i Activitat Professional
Bonal va començar la seva formació musical a Catalunya, i posteriorment es va establir a Buenos Aires, on va seguir els seus estudis i va desenvolupar la seva carrera docent i musical. Va exercir com a director i professor fins a la seva jubilació. A més, va ser autor del llibre Problemas de teoría musical, una obra destacada en el camp de la pedagogia musical. A més va ser director de l’escola de música associada al diari La Nación i va fundar l’Acadèmia Moderna de Música.

### Obra i Contribucions
Bonal va realitzar importants aportacions a la pedagogia musical, especialment en la formació de joves músics i en la teoria de la música. La seva obra Problemas de teoría musical continua sent una referència important en l’ensenyament de la música a l’Argentina.